# Mariënbad
Mariënbad (Tsjechisch: Mariánské Lázně, Duits: Marienbad) is een stad in Tsjechië met ruim 13.000 inwoners (2012) in de regio Karlsbad. De stad ligt op 630 meter hoogte in het Bohemer Woud en is sinds het begin van de negentiende eeuw een bekend kuuroord. Sinds 2021 staat het kuuroord op de UNESCO-Werelderfgoedlijst als onderdeel van de Historische kuuroorden van Europa.

## Geschiedenis
Het klooster Tepl (Teplá) was eigenaar van de ter plaatse voorkomende geneeskrachtige bronnen. In 1528 werden ze op last van koning Ferdinand I onderzocht en als gevolg daarvan zou als eerste de Ferdinandsquelle geëxploiteerd worden.
In de 17de eeuw werd de Auschowitzer Quelle door zieken ter genezing gebruikt. Pas in 1807 zouden badhuizen opgericht worden, om te beginnen bij de Marienquelle. Naar deze bron werd de plaats Marienbad genoemd, die in 1813 onder toezicht van de arts van het klooster kwam, waarna de architecten Georg Fischer en Anton Turner de opdracht kregen om een aantal nieuwe badhuizen te bouwen. Bekende Duitsers en Oostenrijkers bezochten sindsdien Mariënbad, zoals Goethe die in 1820 verbleef in pension Zur Goldenen Traube. Richard Wagner schreef veertig jaar later tijdens zijn verblijf de Lohengrin en Die Meistersinger von Nürnberg. In 1897 kuurde de Britse kroonprins en latere koning Eduard VII van het Verenigd Koninkrijk, in 1904 de Oostenrijkse keizer Frans Jozef I in Mariënbad. 
In 1872 werd de stad aangesloten op de spoorweg naar Wenen en Praag en het aantal kuurgasten nam daardoor vlak voor de Eerste Wereldoorlog toe van 10.000 tot 30.000. Daarna zou in 1929 een piek van meer dan 40.000 kuurgasten bereikt worden. Inmiddels was de stad sinds 1918 onderdeel van Tsjecho-Slowakije. In 1938 werd zij met het Sudetenland door Duitsland geannexeerd bij het Verdrag van München. De synagoge werd in dat jaar afgebrand door de nationaalsocialisten.
In 1945 kwam het Tsjechische gezag weer aan de macht. De ruim 6.000, bijna uitsluitend Duitstalige, inwoners werden volgens de Benes-decreten van hun burgerrechten beroofd en vervolgens onteigend om uitgewezen te worden (zie Verdrijving van Duitsers na de Tweede Wereldoorlog).
Na de oorlog en de communistische machtsovername werden de badhuizen en pensions onteigend en voor gebruik door arbeiders bestemd. Hun ernstige verwaarlozing kwam door privatisering in 1989 tot een einde en sindsdien is de stadsbebouwing gerestaureerd. 

## Geboren in Mariënbad
- Ludwig Frank (1883-1945) Sudetenduits politicus en na 1938 NSDAP Rijksdagafgevaardigde. Werd in 1945 in Praag ter dood gebracht.
- Ernst Hammerschmidt (1928-1993), hoogleraar theologie en oriëntalistiek aan Duitse universiteiten
- Peter Hofmann (1944-2010), heldentenor in de Duitse opera
- Herbert Honsowitz (* 1944), Duits diplomaat, ambassadeur bij de Verenigde Naties
- Alexander Cejka (* 1970), vluchtte jong naar Duitsland en werd er beroepsgolfer

## Overleden in Mariënbad
- Ottho Gerhard Heldring (1804-1876), Nederlandse predikant en auteur
- George Victor van Waldeck-Pyrmont (1831-1893), vorst van Waldeck-Pyrmont

## Zusterstad
- Bad Homburg vor der Höhe, Duitsland

## Vervoer
Voor het stadsvervoer worden hoofdzakelijk trolleybussen gebruikt. De stad heeft een belangrijk spoorwegstation met verbindingen naar onder andere Cheb, Pilsen en Karlsbad: station Mariánské Lázně.

## Afbeeldingen

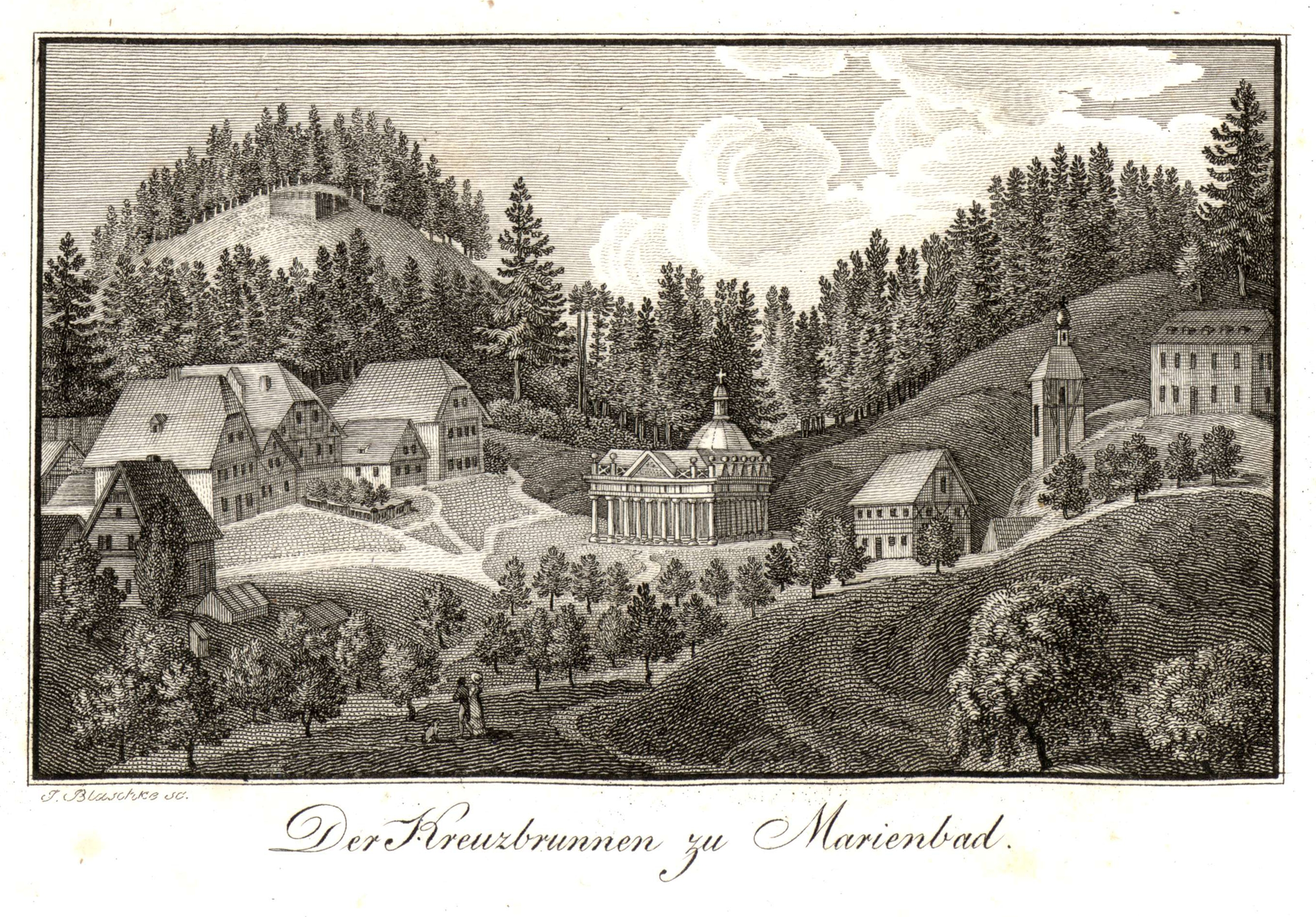
Mariánské Lázně, 1815
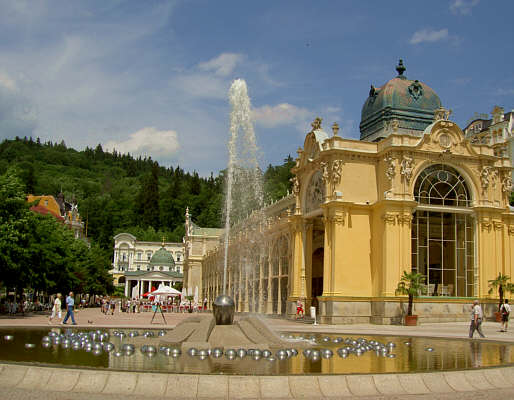
De 'Zingende Fontein'
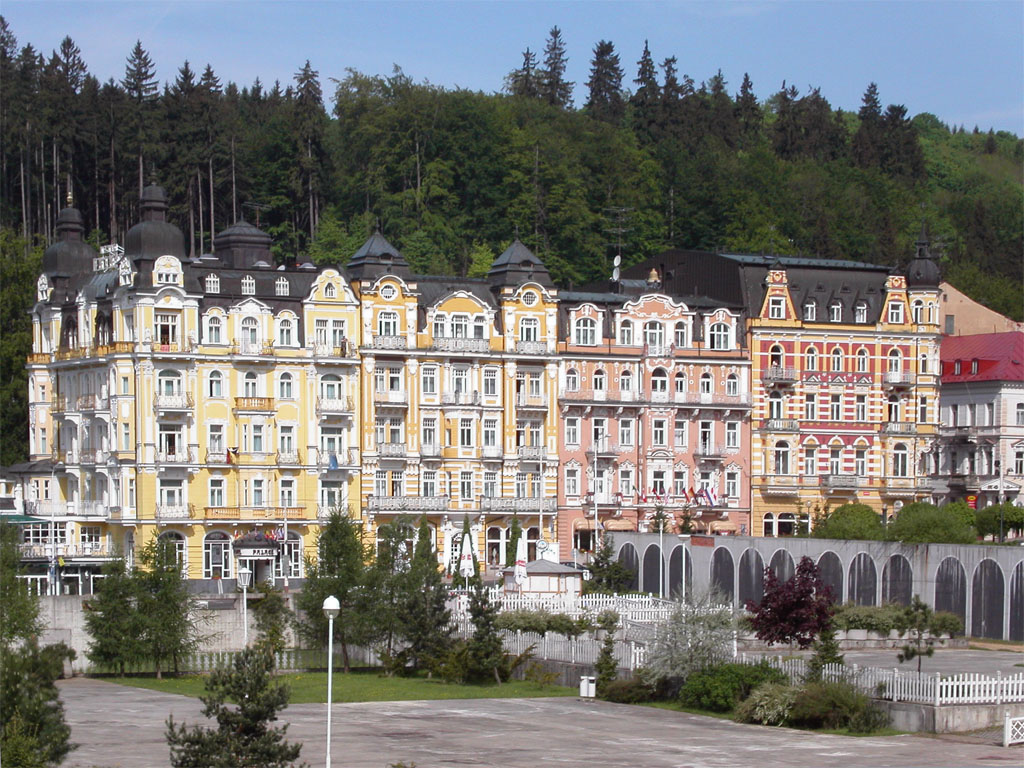
Het centrum van Mariënbad
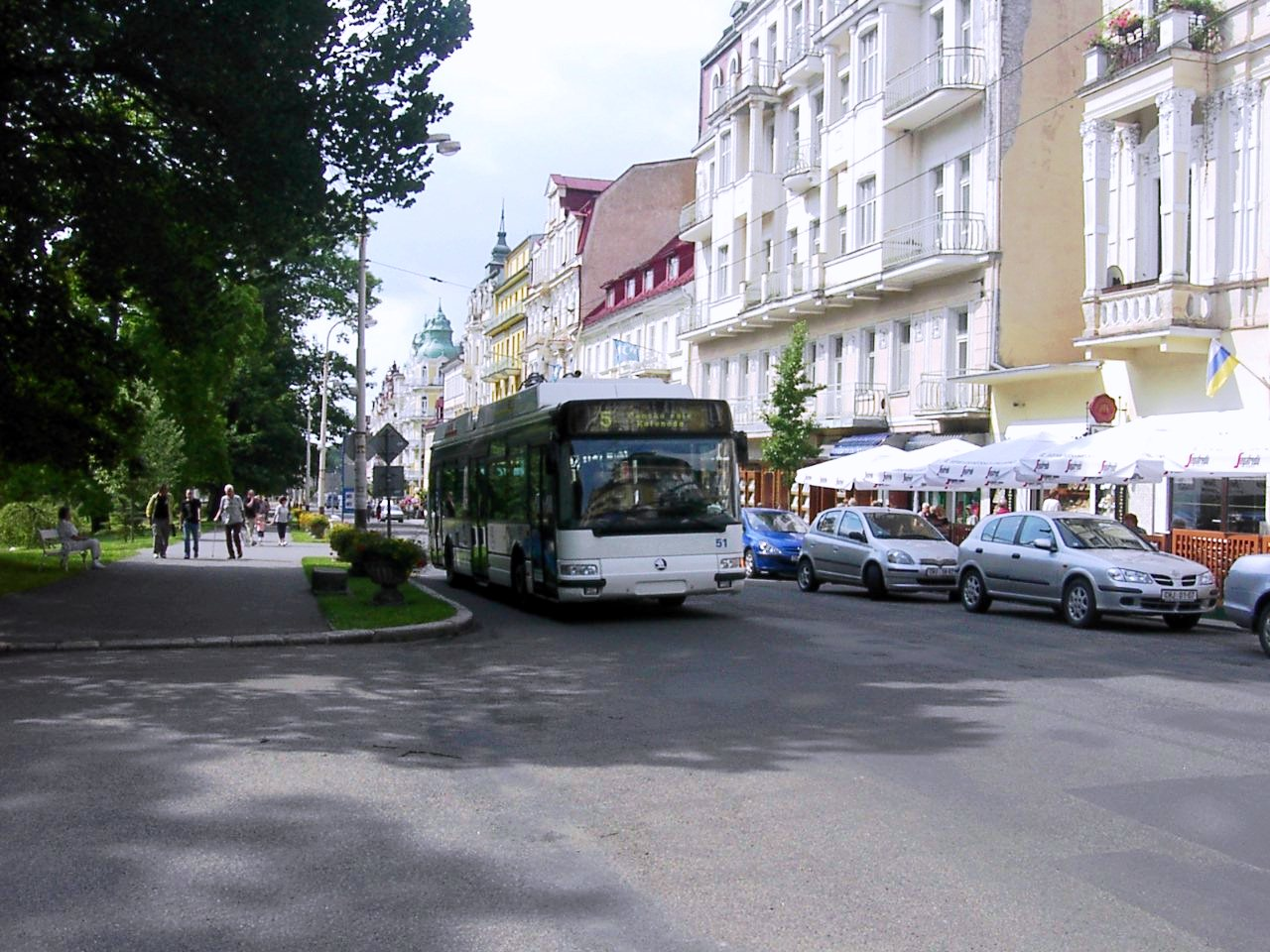
Straatbeeld: in Mariënbad rijden trolleybussen
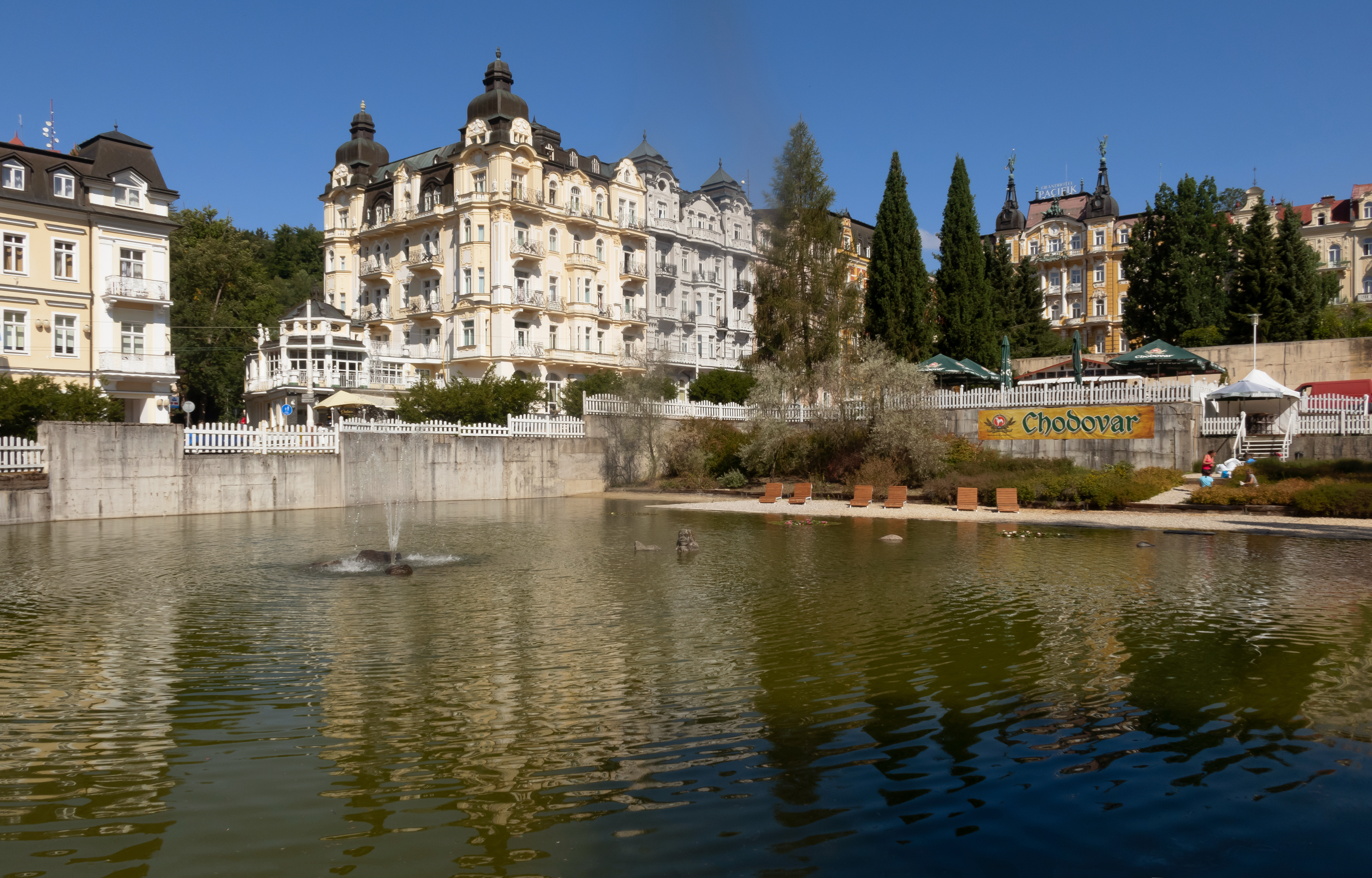
Straatzicht (Hlavní tř. en Mírové náměstí) met monumentaal hotel
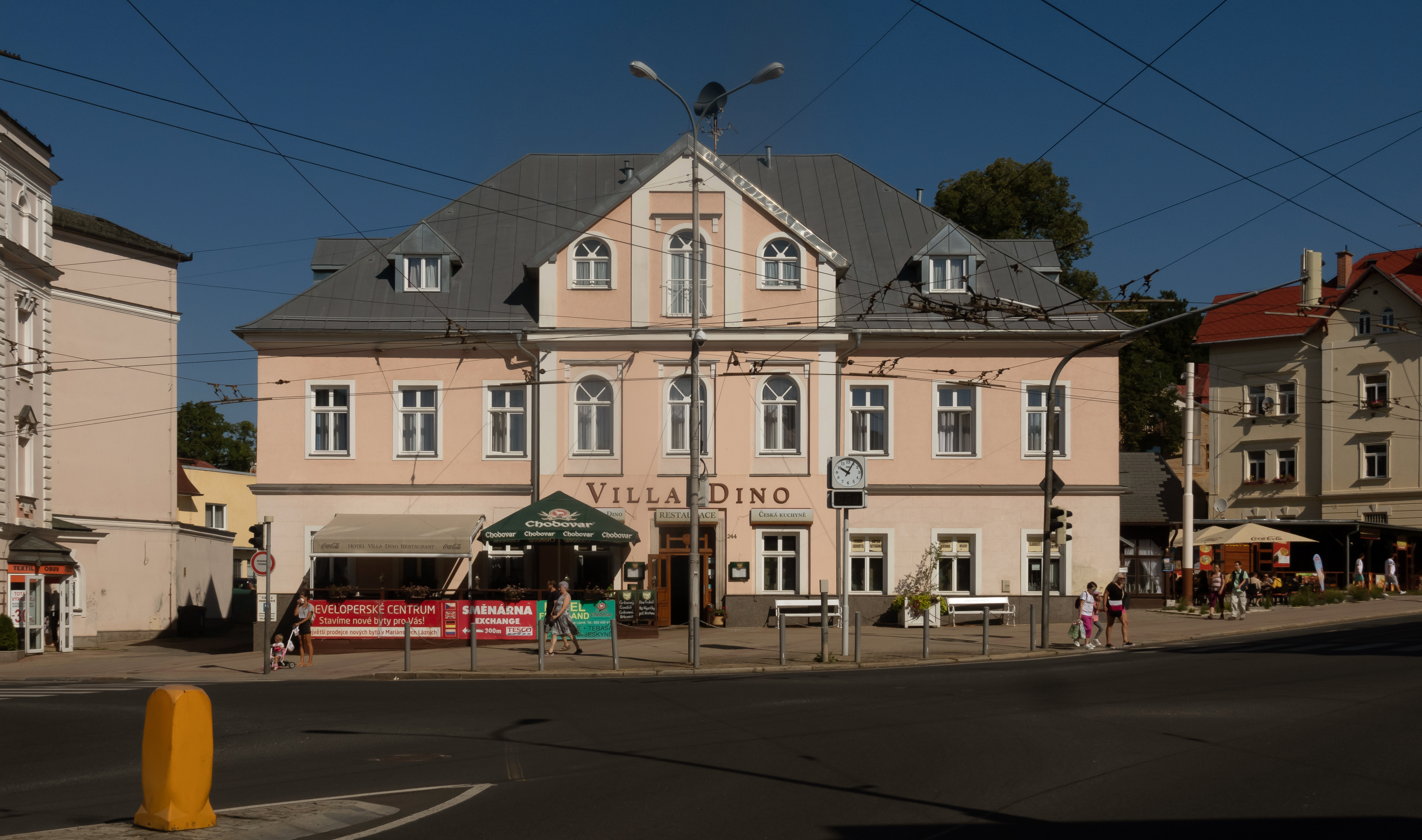
Hotel restaurant Villa Dino
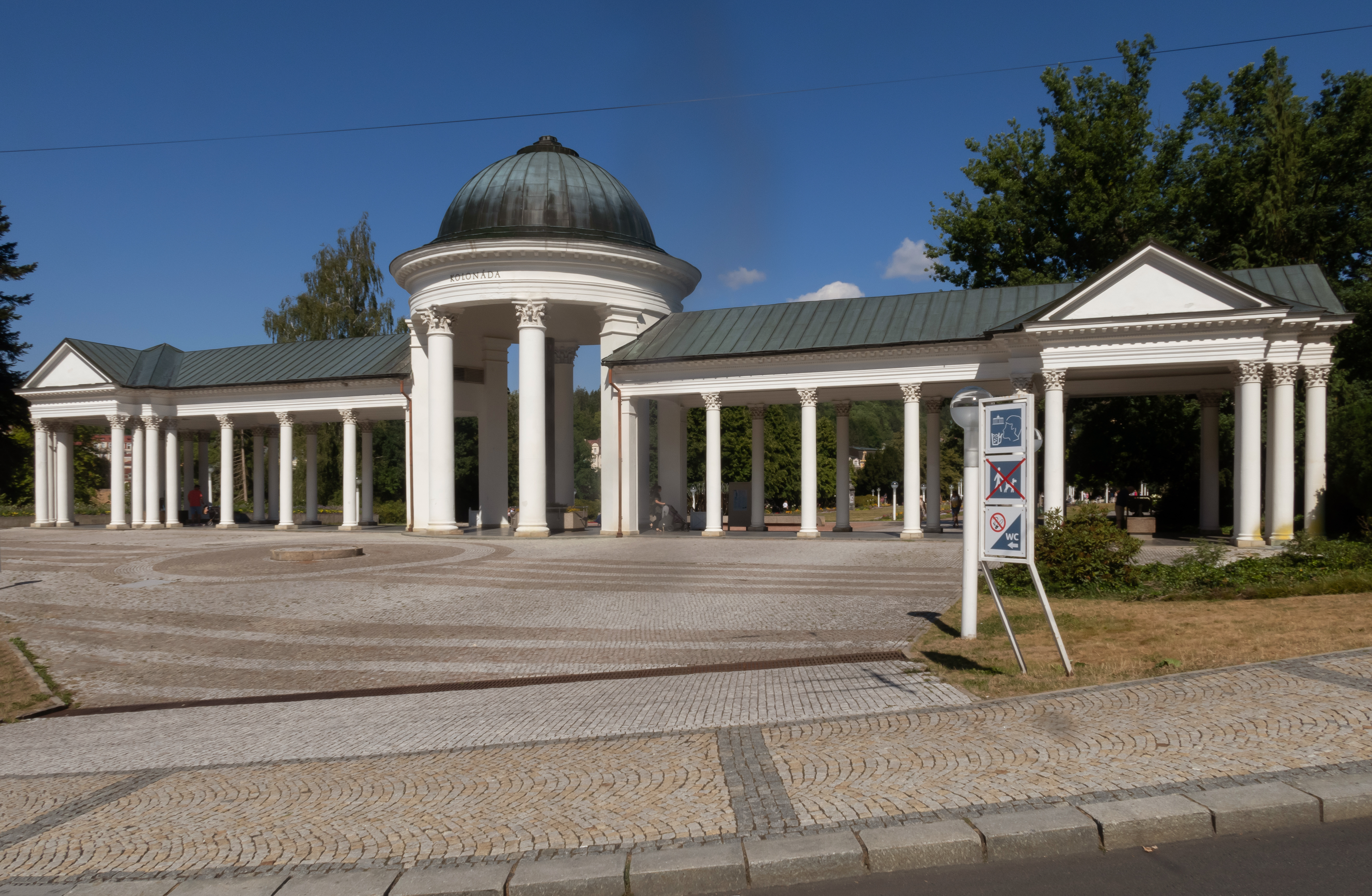
Kolonáda Karolinina a Rudolfova prame

Aš · 
Cheb · 
Dolní Žandov · 
Drmoul · 
Františkovy Lázně · 
Hazlov · 
Hranice · 
Krásná · 
Křižovatka · 
Lázně Kynžvart · 
Libá · 
Lipová · 
Luby · 
Mariënbad (Mariánské Lázně) · 
Milhostov · 
Milíkov · 
Mnichov · 
Nebanice · 
Nový Kostel · 
Odrava · 
Okrouhlá · 
Ovesné Kladruby · 
Plesná · 
Podhradí · 
Pomezí nad Ohří · 
Poustka · 
Prameny · 
Skalná · 
Stará Voda · 
Teplá · 
Trstěnice · 
Třebeň · 
Tři Sekery · 
Tuřany · 
Valy · 
Velká Hleďsebe · 
Velký Luh · 
Vlkovice · 
Vojtanov · 
Zádub-Závišín